# 坛罐乡
坛罐乡，是中华人民共和国四川省成都市简阳市曾经下辖的一个乡。2019年12月，撤销海螺乡、坛罐乡，设立海螺镇，以原海螺乡和原坛罐乡所属行政区域为海螺镇的行政区域。

## 行政区划
坛罐乡撤销前下辖以下地区：
白房村、大鹅村、栗子村、南堰村、青龙村、烧房村、四溪村和两河村。